# Мићо Ђапа
Мићо Ђапа, (Јелашиновци, Сански Мост, 25. март 1953) је потпуковник Војске Републике Српске и Војске Југославије

## Биографија
У Задру је 1972. завршио Средњу војну школу (17 класа), смјер противваздушна одбрана (у јулу 1972 унапријеђен у чин артиљеријског водника) и 1977. Војну академију копнене војске Југословенске народне армије, смјер ПВО, а у Београду 1989. Командно-штабну школу тактике. У ЈНА службовао је у гарнизонима Прилеп, Титов Велес, Штип, Скопље и Лесковац. На посљедњој дужности у ЈНА био је командант лаког артиљеријског пука ПВО у чину потпуковника, у који је унапријеђен 22. децембра 1992. У ВРС службовао је оД 22. фебруара до 13. августа 1993. и од 10. децембра 1993. до 21. априла 1996. Био је начелник артиљеријско-ракетних јединица ПВО и Ваздушног осматрања јављања и навођења (ВОЈИН) у органу родова Главног штаба ВРС, командант Треће петровачке лаке пјешадијске бригаде и начелник оперативног центра у Управи за оперативно-наставне послове у ГШ ВРС. Служба у ВРС престала му је на лични захтјев, након чега је прешао у Војску Југославије.

## Одликовања
У ЈНА одликован је: 
- Медаљом за војне заслуге,
- Орденом за војне заслуге са сребрним мачевима и
- Орденом рада са сребрним вијенцем.[2]

А у Војсци Југославије одликован је: 
- Орденом витешког мача П степена.[2]